# Kaulinia zosteriformis
Kaulinia zosteriformis là một loài dương xỉ trong họ Polypodiaceae. Loài này được Wall. ex Mett. B.K. Nayar & S. Kaur mô tả khoa học đầu tiên năm 1974.